# Juventud PPD
La Juventud PPD (JPPD) es una organización política de centroizquierda progresista que agrupa a los jóvenes militantes y simpatizantes del Partido por la Democracia de Chile que tienen hasta 29 años de edad.

## Historia
Nace junto con el PPD el 15 de diciembre de 1987 para enfrentar el plebiscito nacional que decidiría la continuidad en el poder del exdictador chileno Augusto Pinochet. En este contexto, la JPPD logró constituirse en todas las regiones del país, preparando así, una red nacional de apoderados que defendió la opción "NO", la que posteriormente se impuso con un 54,71% de los votos. 
Luego de contribuir con la derrota plebiscitaria de la dictadura, la JPPD se preparaba para enfrentar sus primeras elecciones parlamentarias y presidenciales, cuando el 24 de junio de 1989, Marcos Quezada Yáñez, militante de 17 años de edad fue detenido por Carabineros en la comuna de Curacautín. Según la versión de la dictadura, el joven aprovechó la existencia de una viga en el lugar donde era retenido para quitarse la vida. Sin embargo, el Servicio Médico Legal y un informe del departamento de Medicina Criminalística de la PDI determinaron que Quezada, una vez detenido y llevado al cuartel policial, fue objeto de apremios con uso de electricidad, en este caso en ambas manos, lo que le provocó la muerte por shock eléctrico. Marcos Quezada es el único ejecutado político perteneciente a la Juventud PPD y uno de los últimos antes de la salida de Pinochet del gobierno.
Ese mismo año, Marco Antonio Núñez, militante y estudiante de medicina, alcanza la presidencia de la FECH. Siendo la única vez que la colectividad estuvo a la cabeza de la Federación Estudiantil más importante de Chile.
De ahí en adelante, la Juventud PPD colaboró desde distintos frentes con el proceso de redemocratización impulsado por los gobiernos de la Concertación.
Algunos de sus militantes han conseguido ser electos en cargos de elección popular, otros han asumido diversas labores de importancia en los sucesivos gobiernos de centro-izquierda. Actualmente, se mantiene activa y cuenta con dirigentes estudiantiles electos tanto en el nivel secundario como universitario.

## Ideología
En 1993, luego de un importante consejo doctrinario, adquiere inicialmente como sustento ideológico a dos corrientes mayoritarias que confluían en el interior del partido: la Socialdemocracia y el Liberalismo Progresista. Luego de la salida de la mayoría de los cuadros liberales del partido hacia el movimiento ChilePrimero en 2007, la Juventud PPD tiene un viraje que la sitúa ideológicamente en la izquierda de la socialdemocracia.

## La Juventud PPD en la actualidad

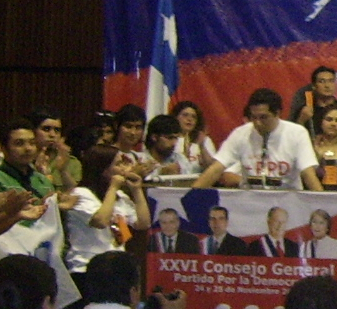
XXVI Consejo Nacional (2006).

En la actualidad se caracteriza por estar inserta en numerosas agrupaciones de representación estudiantil, tener concejales aún miembros de la JPPD (menores de 29 años), por promover la participación política de los jóvenes y los debates en torno a temas valóricos como el sexo seguro y el uso de la píldora del día después, el matrimonio homosexual, la eutanasia, el cuidado del medioambiente, la igualdad de género, la abolición del servicio militar obligatorio, el respeto a las minorías sexuales, etc.
Al igual que su par adulto, la Juventud PPD se declara una colectividad defensora de los derechos humanos.

## Influencia en el mundo estudiantil
La JPPD ha tenido representación en numerosos centros de estudiantes y federaciones universitarias a lo largo de su historia, tanto en solitario como en fórmulas políticas con otras juventudes de la concertación y/o de la izquierda extraparlamentaria.
Entre sus representantes destacaron:
- Henry Varas Concha: Presidente (2014-2016) de la Federación de Estudiantes de la Universidad de Talca Campus Curicó.
- Fabio Salinas Bugueño: Coordinador Nacional de la Coordinadora Nacional de Estudiantes Secundarios CONES (2015).
- Manuel Beltrán : Presidente (2015) de la Federación de Estudiantes de la Universidad Católica del Maule Campus Curicó.
- Eraldo Betancur Vergara: Presidente (2015-2016 y 2019-2020) de la Federación de Estudiantes de la Universidad de Concepción Campus Chillán.

## Secretarías
El trabajo político de la JPPD se divide en diferentes secretarías temáticas:
- Secretaría Nacional de Educación Secundaria
- Secretaría Nacional de la Diversidad y No Discriminación
- Secretaría Nacional de Educación Superior
- Secretaría Nacional de Asuntos Sociales
- Secretaría Nacional de la Mujer
- Secretaría Nacional de Derechos Juveniles
- Secretaría Nacional de Cultura
- Secretaría Nacional de Medioambiente y Energía
- Secretaría Nacional de Programa
- Secretaría General JPPD

## Exmiembros destacados
Quienes forman parte de la Juventud PPD pasan automáticamente al partido adulto al cumplir 29 años de edad, de ellos hoy destacan:
- Rodrigo Peñailillo: Presidente nacional de la JPPD (2000), gobernador de la Provincia de Arauco (2002), Jefe de Gabinete de la Presidencia de la República (2006), Ministro del Interior (2015) e Investigador en Flacso (2016).
- Juan Eduardo Faúndez: Expresidente nacional de la JPPD (2004), exdirector del Instituto Nacional de la Juventud.
- Marco Antonio Núñez: Expresidente y fundador de la JPPD, expresidente de la Fech durante la Dictadura Militar, Ex Intendente de Valparaíso, exvicepresidente de la Unión Internacional de Jóvenes Socialistas. Actual Diputado por el distrito de Aconcagua y Presidente de la Comisión de Salud de la Cámara.
- Alvaro Rivas Rivera: Exmiembro de la JPPD de la Región del Bío-Bío, exgobernador de la Provincia de Arauco.
- Yuri Rivera Rivera: Expresidente Metropolitano JPPD periodo (2014-2016). Exconcejal de la ilustre Municipalidad de Macul periodo (2012-2016), Primer Vicepresidente Metropolitano Partido Por la Democracia periodo (2018-2020).

### Archivos de prensa
- JPPD denuncia fuertes diferencias de tarifa escolar entre Santiago y regiones (Diario La Tercera) (enlace roto disponible en Internet Archive; véase el historial, la primera versión y la última).
- Juventud PPD Propuso extender horario del metro los fines de semana (JPPD.cl)
- JPPD del Bío-Bío se querella contra Alcaldesa de Concepción (Audio Radio Cooperativa) (enlace roto disponible en Internet Archive; véase el historial, la primera versión y la última).
- La JPPD muestra preocupación por los últimos accidentes ocurridos en la Costanera Norte (Diario La Nación) Archivado el 27 de septiembre de 2007 en Wayback Machine.
- JPPD Solicita ley de protección para glaciares (Diario La Nación) Archivado el 27 de septiembre de 2007 en Wayback Machine.
- "Para Puro Darle" es condonmático del PPD (Diario La Cuarta)
- Través Chile y Juventud PPD exigen condones de mejor calidad al MINSAL (Diario La Cuarta)
- El PPD aleona a cabros contra alza de aranceles de las Ues (Diario La Cuarta)

- Datos: Q5957147